# Rosettierung
Die Rosettierung ist ein zellbiologischer Vorgang, bei dem Erythrozyten kreisförmig um eine zentrale Zelle oder ein Virion angeordnet sind, wodurch unter dem Lichtmikroskop der Eindruck einer Rosette entsteht.

## Prinzip
Die Zellen werden vermischt und unter einem Lichtmikroskop betrachtet. Die Rosettierung von Erythrozyten kann mit verschiedenen Zellen erfolgen. Auch können Thrombozyten um Leukozyten rosettieren.

## Anwendungen
Die Rosettierung wird zur Bestimmung des Rhesusfaktors bei negativen Müttern mit positiven Kindern eingesetzt. Dazu wird postpartales Blut (bis 72 h nach der Geburt) mit Rho(D)-Immunglobulin und cDE-Indikatorzellen vermischt und anschließend betrachtet. Bei Vorhandensein fetaler, Rhesusfaktor-positiver Erythrozyten werden Rosetten gebildet. Bei einer erfolgten Rosettierung wird anschließend mit dem Kleihauer-Betke-Test die Menge bestimmt.
Die Rosettierung wurde auch in der Virologie und Parasitologie beschrieben, z. B. bei rosettierenden Viren wie Pockenviren oder auch bei Parasiten wie Plasmodien. Die Rosettierung wurde früher auch als diagnostisches Verfahren in der Virologie eingesetzt, während heute andere Methoden der Diagnostik verwendet werden. Vor der Entwicklung von FACS und MACS wurde die Rosettierung zur Isolierung von Zelltypen des Blutes verwendet.